# Česká Třebová (nádraží)
Česká Třebová je železniční stanice ve stejnojmenném městě v okrese Ústí nad Orlicí v Pardubickém kraji.
Stanice byla uvedena do provozu v roce 1845 a od té doby se dočkala několika vln rozšíření a stala se významným železničním uzlem na křižovatce tří páteřních tratí s vazbami na autobusovou i kamionovou dopravu a rozsáhlým zázemím pro údržbu železničních vozidel. Uzel hrál také klíčovou roli pro rozvoj města Česká Třebová. 
Dle údajů z roku 2016 projede Českou Třebovou za 24 hodin asi 420 vlaků. Z toho je 280 osobních (přibližně 40 jich projíždí bez zastavení) a 140 nákladních (přibližně 70 jich projíždí).
V roce 2016 se podle Českého rozhlasu jednalo o rozlohou i délkou o největší stanici v České republice a zdejší nákladové nádraží bylo největší ve střední Evropě.
Osobní část nádraží tvoří 5 nástupišť přístupných podchodem, historická výpravní budova z roku 1924 se nachází na adrese náměstí Jana Pernera 579.

## Popis

### Tratě
Do stanice jsou zaústěny tři dvoukolejné elektrizované celostátní dráhy:
- Praha – Česká Třebová
- Brno – Česká Třebová
- Česká Třebová – Přerov

Všechny tyto zmíněné tratě jsou součástí transevropské dopravní sítě TEN-T, tedy nejdůležitějších dopravních cest Evropy. Českou Třebovou prochází první, druhý a třetí tranzitní železniční koridor z celkových čtyř, které byly v rámci ČR vytyčeny.

### Osobní doprava
Dle údajů z roku 2016 se v prostoru osobního nádraží denně pohybuje 12 000 lidí, ve špičkách až 16 000 lidí.

#### Dálkové spoje
Česká Třebová díky své příhodné zeměpisné poloze a přítomnosti rychlých páteřních tratí a naopak absenci dálnic nabízí atraktivní a konkurenceschopné cestovní doby pro dálkové cesty vlakem do všech směrů – Praha a Ostrava jsou dosažitelné pod 2 hodiny, Brno, Olomouc a Pardubice pod hodinu.
Zastavuje zde většina vlakových spojů včetně expresní vrstvy a mezinárodních spojů Českých drah, tedy rychlíky (R), vybrané vlaky EuroCity (EC) , InterCity (IC) a jeden spoj kategorie SuperCity (SC). Zastavuje zde také část spojů soukromého dopravce RegioJet. Naopak dálkové spoje Leo Express stanicí projíždějí.

#### Regionální spoje
Ze Třebové vyjíždějí také vlaky osobní (Os) a spěšné (Sp) směrem na Kolín, Zábřeh na Moravě, Letovice a denně jeden přímý spoj dopravce Leo Express Tenders zajíždí až do Králíků (s úvratí v Ústí nad Orlicí). Osobní vlaky do končící v Letovicích původně zajížděly až do Brna, po převedení organizace regionální dopravy pod jednotlivé kraje ale tyto přímé spoje skončily a na hranicích krajů je nutný přestup.[zdroj?]
Dále ze Třebové jezdí spoje pokračují z Třebovice v Čechách po lokální trati do Moravské Třebové a nebo z Rudoltic v Čechách po lokální trati do Lanškrouna.

### Nákladní doprava
V České Třebové funguje seřaďovací nádraží a své překladiště tu má také firma METRANS.
Dle údajů z roku 2016 na seřaďovacím nádraží železničáři za měsíc rozposunovali okolo 20 000 vozů a vytvořili okolo 700 nových vlaků.
Kontejnerové překladiště Metrans dle údajů z roku 2016 denně zpracovalo okolo 1500 kontejnerů a přijalo a opětovně vypravilo 12 vlaků.

### Depo, přidružený průmysl a školy
Součástí třebovského nádraží je od počátků také depo, od roku 2018 patřící pod České dráhy a jejich středisko údržby vozidel Oblastní centra údržby střed. Odstavné koleje okolo depa slouží jako hřbitov lokomotiv a na sešrotování zde čeká mnoho vyřazených železničních vozidel, která lákají železniční nadšence, zloděje i bezdomovce.
Dále se zde nachází provozovna firmy CZ LOKO, která je vznikla privatizací někdejších Železničních opraven a strojíren a zabývá se vývojem a výrobou především dieselových lokomotiv. Své zázemí ve Třebové má také Elektrizace železnic Praha.
Díky tomu, že v historii se železnice stala zdrojem obživy pro velkou část města, zaměřilo se za železnici také místní školství. Příprava železničních učňů ve Třebové začala již kolem roku 1883 a v roce 1945 zde vznikla Průmyslová škola železniční (dnes Střední škola technická a dopravní Gustava Habrmana). Od roku 1993 má ve Třebové své odloučené pracoviště také Dopravní fakulta Univerzity Pardubice, na pracoviště působí několik pracovníků z Oddělení kolejových vozidel a Katedry mechaniky, materiálů a částí strojů. Ve městě má nedaleko nádraží pobočku také Dopravní vzdělávací institut Českých drah.

## Historie

#### Počátky (1845–1918)
Železnice byla do České Třebové přivedena s výstavbou Olomoucko-pražské dráhy, která byla zprovozněna v roce 1845. Trasu této trati navrhl Jan Perner.
Původní nádražní budova v České Třebové byla postavena v roce 1845 podle návrhu architekta Antona Jünglinga, který navrhl mnoho jiných více i méně významných nádraží (např. Břeclav, Přerov, Olomouc či sousední Ústí nad Orlicí). Budova v pozdně klasicistním stylu ovlivnila výstavbu dalších budov ve městě.
V roce 1849 byla do města přivedena železniční trať z Brna přes Svitavy. Česká Třebová se tak už v té době stala jedním z prvních významných železničních uzlů na českém území (vedle Břeclavi a Přerova, dříve než Praha).
Po zaústění nové trati přestalo kolejiště i budovy dostačovat stále rostoucím potřebám. Proto už v roce 1850 došlo k rozsáhlé přestavbě a výstavbě nové výpravní budovy. Ta byla opět navržena Jünglingem, měla jednopatrovou konstrukci, valbovou střechu a pozdně klasicistní průčelí. Z budovy vedly tři kryté chodby na nástupiště zastřešená velkou halou (podobnou, jaká je od roku 1891 k vidění například v Karlových Varech).
Rostoucí intenzita provozu přiměly železniční správu k dalším úpravám kolejiště i budov okolo. V roce 1889 byl realizován projekt architekta Karla Englera, který rozšířil výpravní budovu přístavbou patrového objektu na pražské straně.
S rostoucím významem železniční dopravy se začaly ozývat hlasy po další modernizaci, která byla plánována již po roce 1911, avšak odložena kvůli vypuknutí 1. světové války.

#### Po vzniku Československa (1918–1945)
Po vzniku Československa se potřeba rozšíření uzlu ještě zvýraznila. Celou železniční síť bylo přizpůsobit potřebám nově vzniklého státu. Namísto směřování provozu do Vídně bylo zapotřebí kapacitní a rychlé spojení mezi Českem, Slovenskem a Podkarpatskou Rusí. Důležitost České Třebové coby křižovatky dvou nejdůležitějších tratí z Prahy na východ tím značně narostla. Již tehdy tudy projelo 220 vlaků za den a kolejiště ani výpravní budova kapacitně nestačila. Proto bylo nutné celý uzel co nejdříve rozšířit a přestavět.
Stavební práce začaly již v roce 1919 (rok po vzniku Československa) a šlo o první velkou modernizaci železničního uzlu, do které se nově vzniklý stát pustil. Stavba byla vzhledem ke svému významu patřičně velkorysá – zahrnovala trať napříč městem, několik mostů, nádražní kolejiště, novou výpravní budovu včetně restaurace a čekáren a budovu pošty, 4 zastřešená nástupiště přístupná podchodem, v pozdějších fázích ještě rozšíření depa a několik technologických staveb. Hlavní stavební práce proběhly v první polovině 20. let a další práce na rozšíření a modernizaci pokračovaly průběžně ustáleným tempem v podstatě až do začátku 2. světové války a částečně i během ní.
V první etapě přestavby kromě postupných změn kolejiště začala vznikat nová velká výpravní budova podle návrhu architekta Vojtěch Krcha (prováděcí dokumentaci zpracovali inženýři Miloš Fikr a Josef Tkalců z Prahy), dále budova nádraží pošty a dvou krytých ostrovních nástupišť realizovaných prozatím ve zkrácené délce. Pro přístup k nástupištím byl po vzoru jiných velkých stanic nově vybudován podchod. Tato etapa byla dokončena v roce 1924. V letech 1924 a 1925 byla snesena stará výpravní budova, což umožnilo dostavbu kolejiště. Díky tomu byla rozšířena nástupiště 1 a 2 do plné délky, dostavěn podchod a zbývající nástupiště 3  a 4. Výstavba byla zadána firmám Rössler a Kudlík a Karla Berana z Prahy. Vedlejší stavby realizovali i další místní podnikatelé.
Současně s výstavbou výpravní budovy probíhala i výstavba dalších železničních staveb. Mezi dalšími projekty té doby byly administrativní budova drah a podchod k železničním dílnám, který nahradil dosavadní kovové lávky (jedna z nich byla odprodána do Brandýsa nad Orlicí, kde se v parku dochovala dodnes). Vybudován byl také železobetonový silniční nadjezd do Semanína, známý podle jeho stavitelské firmy také jako Herzánův most, a železniční nadjezd nad silnicí do Litomyšle, který postavila firma Bořkovec.
Ve třicátých letech pokračovaly stavební práce stavbou seřaďovacího nádraží a dalších staveb. V letech 1929–1934 vznikla nová výtopna, která patřila k nejmodernějším svého druhu v Československu. Výstavba probíhala i během hospodářské krize, což bylo důležité pro místní ekonomiku, protože poskytovala práci velkému množství obyvatel. Mezi další stavby patřily nové nocležny pro zaměstnance drah a překladiště schopné obsloužit 18 vagónů najednou.

#### Po druhé světové válce (1945–1989)
Železniční doprava se po vzpamatování a nápravě válečných škoda dále rozvíjela, takže od roku 1949 stavební aktivity ve Třebové dále pokračovaly a týkaly se především kolejiště. Byla vybudována odbočka Parník. Začátkem padesátých let konečně začala elektrizace našich hlavních tratí a ve Třebové bylo vybudováno trakční vedení charakteristické vysokými stožáry v místě osobního nádraží. První vlak vedený elektrickou lokomotivou dorazil do Třebové 20. listopadu 1957. Osobní nádraží v této éře kromě trakčního vedení prodělo jen několik menších změn – zejména byl v 50. letech byl mezi nástupišti vybudován zavazadlový podchod s výtahy.
V souvislosti s důrazem socialistických železnic na nákladní dopravu bylo v roce 1960 bylo rozhodnuto o další velké přestavbě kolejiště, týkající se především dobudování a modernizace seřaďovacího nádraží. V první etapě byl ještě v roce 1960 zbourán Herzánův most. Demolici provedlo železniční vojsko za plného provozu kolejí pod mostem. Přestavbou vzniklo nové horní nádraží, hlavní spádoviště se směrovými kolejemi, objízdná (tzv. 100. kolej), umožňující jízdu nákladních vlaků od Prahy na horní nádraží. Postaveno bylo množství budov potřebných k řízení provozu seřaďovacího nádraží a jeho zázemí. Došlo také na modernizaci zabezpečovacího zařízení a dosazení v té době nejmodernějšího, reléového. Z tehdy vybudovaného hlavního stavědla je dodnes řízen provoz hlavních částí nádraží. Stavební práce skončily v roce 1979. Za téměř dvacet let pracovního ruchu zde vzniklo ve své době nejmodernější nádraží v celé síti ČSD.

#### Po sametové revoluci (od roku 1989)
Nákladní doprava po roce 1989 upadala ve prospěch osobní a tak se ve Třebové mnoho stavebních akcí z tohoto období se týká míst cestujícím viditelných. V roce 1995 proběhla oprava fasády a střechy výpravní budovy. Okolo roku 2000 proběhla postupně oprava odbavovací haly, nádražní restaurace a podchodu včetně doplnění eskalátoru do hlavní haly a bezbariérového vchodu do budovy. Nástupiště 2 bylo modernizováno se zachováním původní barevnosti a architektonických detailů. Zavazadlový podchod byl osazen novými výtahy a zpřístupněn veřejnosti coby forma bezbariérového přístupu na nástupiště.
V letech 2009–2010 nechalo město Česká Třebová vybudovat v přednádražním prostoru podzemní garáže a novou stanici autobusů. Komplex dostal označení Terminál Jana Pernera a náměstí okolo nádraží bylo taktéž přejmenováno po Pernerovi. Garáže byly z východní strany napojeny na existující podchod k nástupištím. České dráhy na tuto akci navázaly dalšími vylepšeními výpravní budovy – opravou 1. nástupiště (opět se zachováním a obnovou původní architektury), přestavbou WC a přemalováním vnější fasády celé budovy do tmavších barev. Česká pošta následně v roce 2012 do podobného schématu natřela i svou budovu, čímž se opět tato budova sjednotila s výpravní budovou do jednoho celku.
Mezi lety 2011–2013 firma Metrans vybudovala ve Třebové vlastní překladiště v místě opuštěné montážní základny železničního vojska z 80. let. To přispělo k opětovnému růstu významu Třebové pro nákladní dopravu.
V roce 2016 začala Správa železnic s výstavbou ETCS, v rámci které došlo mimo jiné k výměně všech návěstidel ze socialistické éry za nová.[zdroj?]
V rámci modernizace koridorů v ČR byla také plánováno mezi léty 2010 a 2020 zahájit komplexní modernizaci celého železničního uzlu, neboť mnoho funkčních celků již dosloužilo nebo opět přestalo dostačovat aktuálním potřebám. Po mnoha odkladech je zatím poslední plánovaný termín zahájení závěr roku 2024.[zdroj?]

## Výpravní budova
Současná výpravní budova v České Třebové byla postavena v rámci velké modernizace železničního uzlu za první republiky. Architektonický návrh této budovy zpracoval Vojtěch Krch z Prahy v roce 1920, přičemž se snažil skloubit moderní kubistické prvky s tradičními prvky klasicistního uspořádání, patrně aby vyhověl vkusu a požadavkům třebovské radnice, úředníků Československých státních drah či Ministerstva železnic. Stavba budovy byla zahájena v roce 1921 a trvala do roku 1924.
Kromě výpravní budovy byla v těsné blízkosti postavena nádražní pošta podle návrhu architekta Valenty, který pracoval pro ministerstvo pošt. Tato budova, spíše utilitární, byla architektonicky podřízena stylu Krchovy výpravní budovy. Příslušnost obou staveb do jednoho celku byla opět obnovena v roce 2012, kdy získala budova pošty nový nátěr fasády podobný sousední výpravní budově.
Krchův návrh byl originální v tom, že dokázal propojit klasicistní rozložení budovy s moderním kubistickým dekorem fasády. Střední vestibulový rizalit byl zvýrazněn dvěma vysunutými pětibokými schodišťovými věžemi a jeho trojúhelníkový štít nesl hodiny. Celá stavba měla symetrické rozložení, přičemž po stranách budovy se nacházela nižší křídla, zakončená dvoupatrovými nárožními pavilony, což dodávalo budově reprezentativní vzhled. Špičky střech schodišťových věží zdobili kohouti s lidskou hlavou převzatí ze znaku města Česká Třebová – nápad inspirovaný klasickou střešní korouhví, přizpůsobený na míru městu, pro které byla budova navržena.[zdroj?]
Vzhledem ke své formě a detailům působila budova až zámeckým dojmem, čímž symbolicky navazovala na předchozí klasicistní stavbu. Kubistické prvky byly viditelné nejen na fasádě, ale i v dekorativních detailech interiéru. V původním provedení interiérů někteří spatřují ještě vlivy doznívající secese, patrně zejména díky výmalbě s florálními motivy. To svědčí o kompromisu mezi modernitou a tradičním vkusem, který byl při stavbě budovy uplatněn. Hlavní hala pro cestující byla navržena moderně na výšku dvou pater s cílem maximálního využití přirozeného světla – v úrovni druhého patra se nacházela velká okna jednak mezi halou a venkem a také mezi služebními prostory a halou. Stejný princip byl uplatněn také pro chodbu mezi hlavní halou a nádražní restaurací. Propojení haly s podchodem Krch připravil na velké množství cestujících tím, že navrhl dvě samostatná široká schodiště odděleně pro vstup a výstup z podchodu.[zdroj?]
Jeden architektonické celek spolu s budovou nádraží a pošty tvoří ještě nýtované přístřešky nad nástupišti dodané kladenskými železárnami a prvky drobné architektury jako ozdobná zábradlí či pítka vyvedená taktéž v kubistickém stylu. První nástupiště od okolí oddělují dvě zástěny z cihel a skla, které chrání cestující před větrem a deštěm a zároveň chrání prostor mezi výpravní a poštovní budovou před vstupem nepovolaných osob.[zdroj?]
Provedení nové výpravní budovy bylo technicky náročné, zejména díky zapojení moderních stavebních postupů a materiálů. Kromě vzhledu budova byla samozřejmě navržena i s ohledem na dobrou funkčnost tak, aby plně vyhovovala provozním potřebám železnice současné a částečně i budoucí. Pro předejití problémům s nedostačující kapacitou, která byla neduhem předchozí Jünglingovy budovy, navrhl Krch budovu dimenzovanou i s ohledem na další růst železniční přepravy. Pro Krcha šlo o největší projekt nádraží budovy v jeho kariéře, po Třebové navrhl ještě výpravní budovy ve Štrbě, Poděbradech či Roudnici nad Labem, poslední dvě uvedené již ve funkcionalistickém stylu.
Do vstupní haly byly 50 let od dokončení budovy, v roce 1974, doplněny fresky od Stanislava Víši, které znázorňují nejdůležitější hospodářská odvětví charakteristické pro Třebovou.
Výpravní budova se do dnešních dnů dochovala ve velmi dobrém stavu. I přes drobné změny, které budova v průběhu let prodělala, její základní architektonické rysy i mnoho detailů zůstalo zachováno a dnes její unikátní spojení moderního kubistického přístupu s tradiční klasicistní formou představuje důkaz o postupném a plynulém vývoji architektonických slohů. Zůstává významným příkladem české kubistické architektury a je symbolem modernizace československé železnice v meziválečném období.

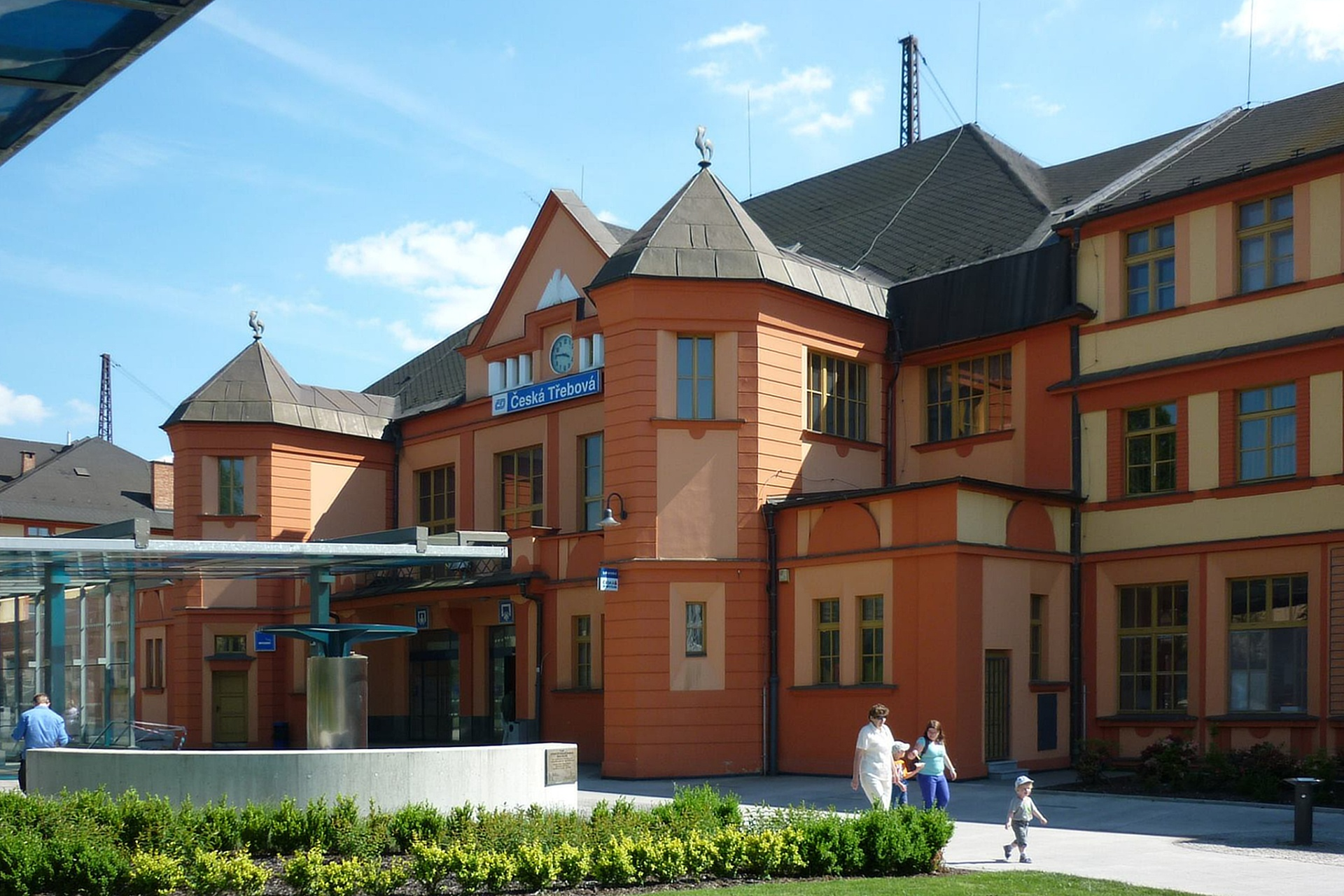
Průčelí nádraží se dvěma věžemi a trojúhelníkovým štítem (přístup je od roku 2010 částečně zakrytý)
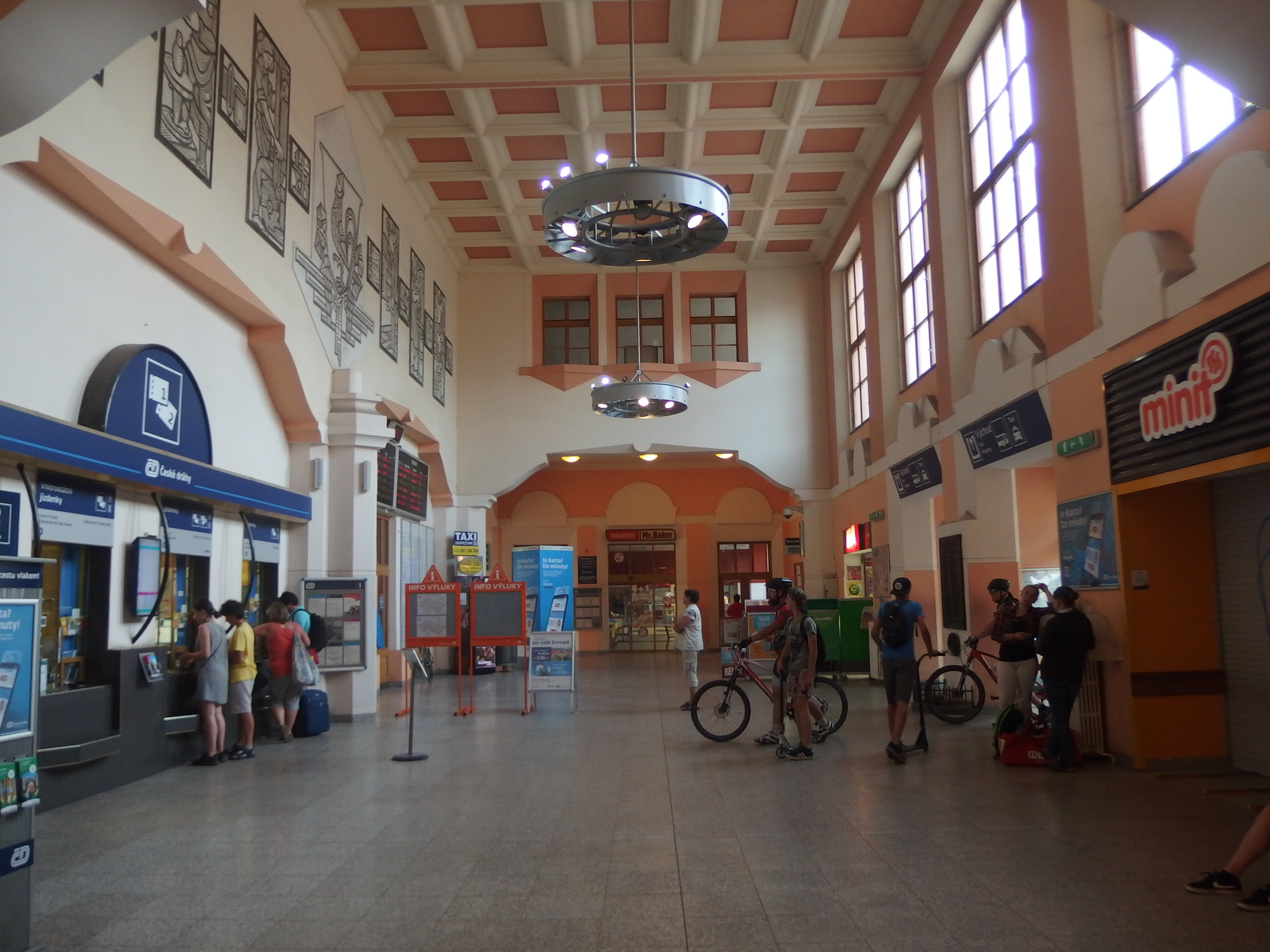
Hlavní hala se zachovanými plastickými prvky fasády
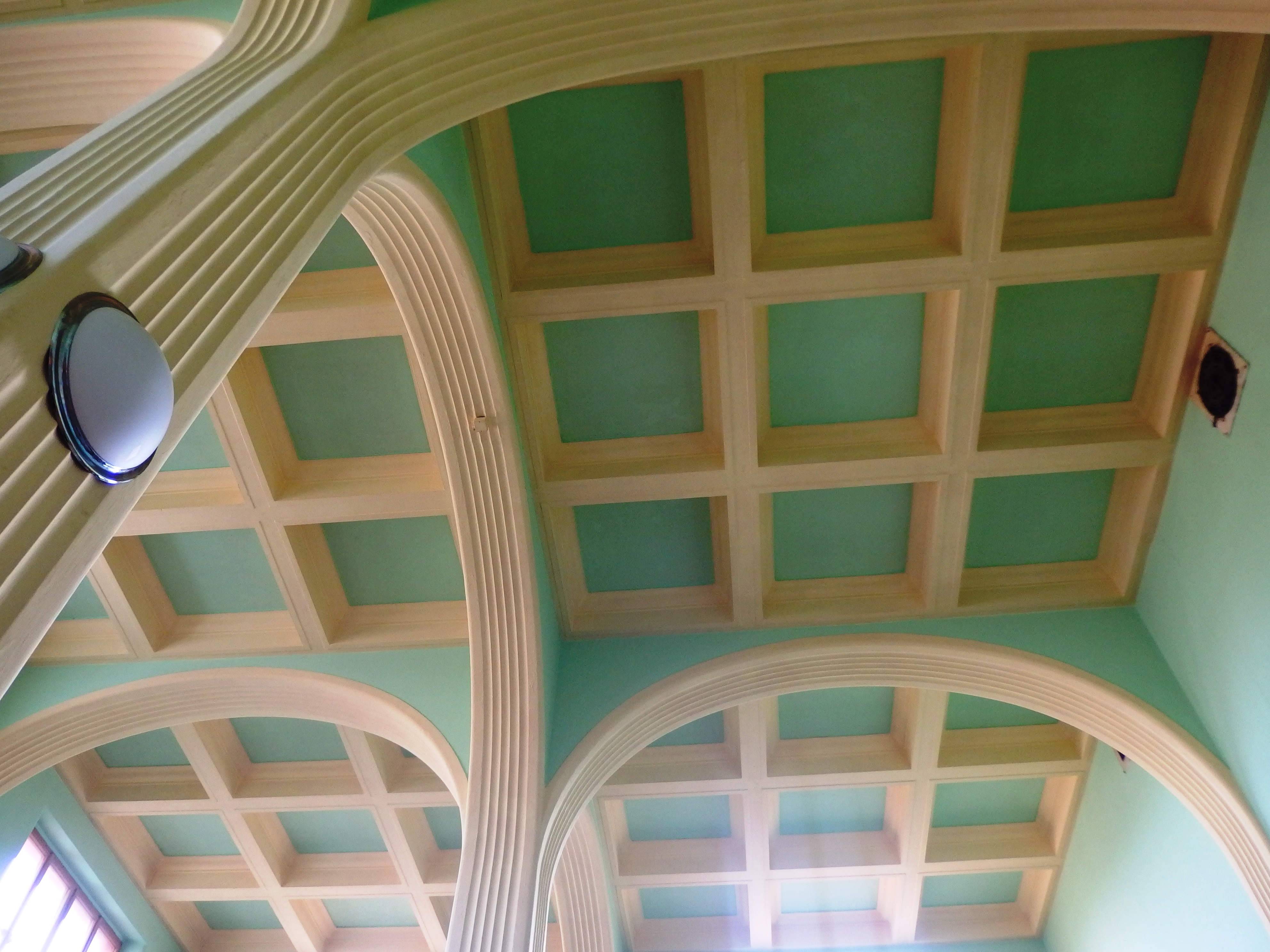
Sloupy podpírající vysoký strop v nádražní restauraci

## Přednádraží
V letech 2009–2010 byla dokončena velká přestavba přednádražního prostoru – výstavba přestupního terminálu na autobusy a velkého podzemního parkoviště; dopravní terminál a náměstí v přednádraží byly pojmenovány po železničním staviteli Janu Pernerovi, kterému byla i postavena socha v tomto prostoru.[zdroj?]

V přednádražním prostoru před budovou polikliniky stojí sousoší Sbratření od Karla Pokorného.

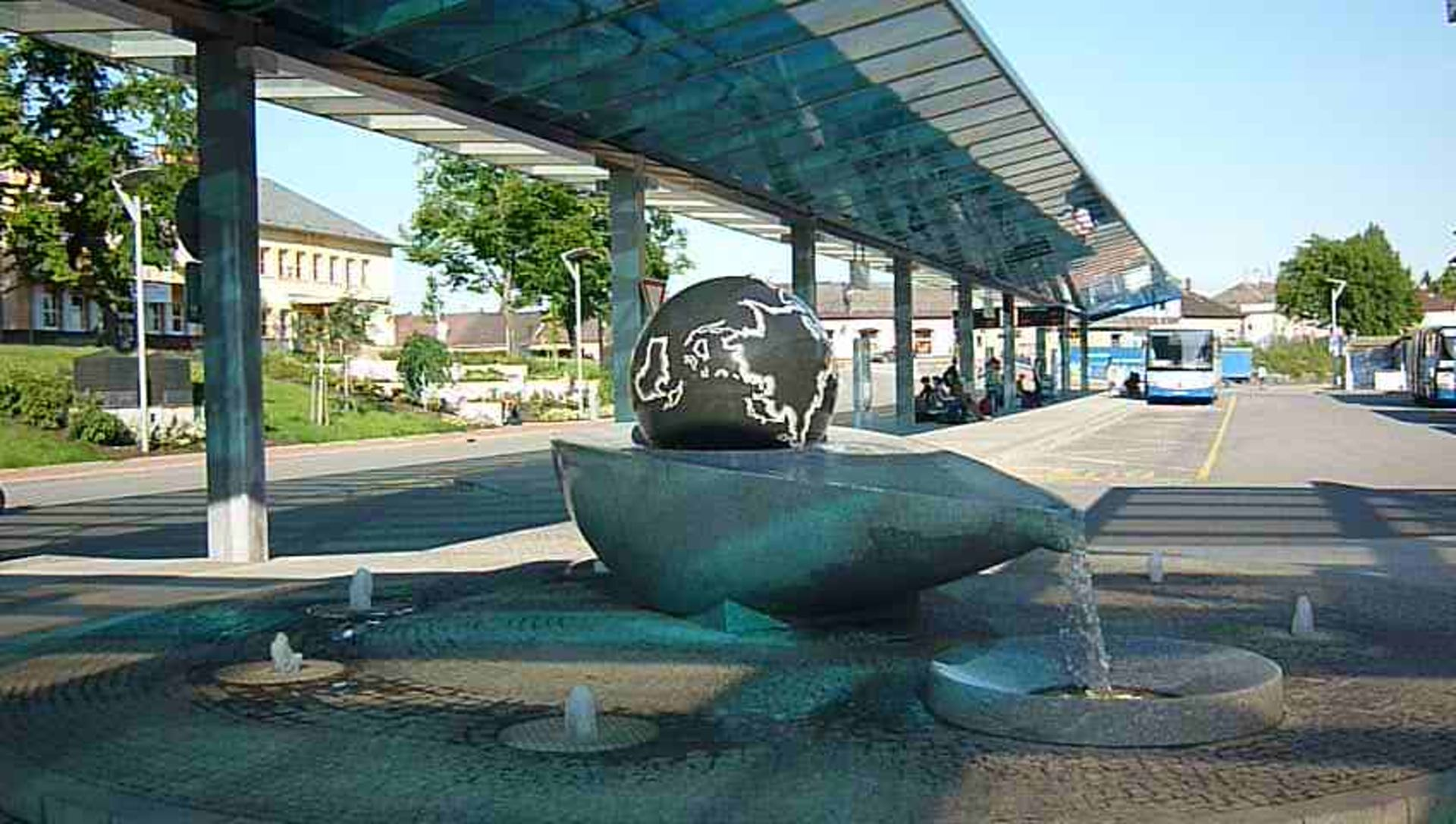
Nové autobusové nástupiště před nádražní budovou
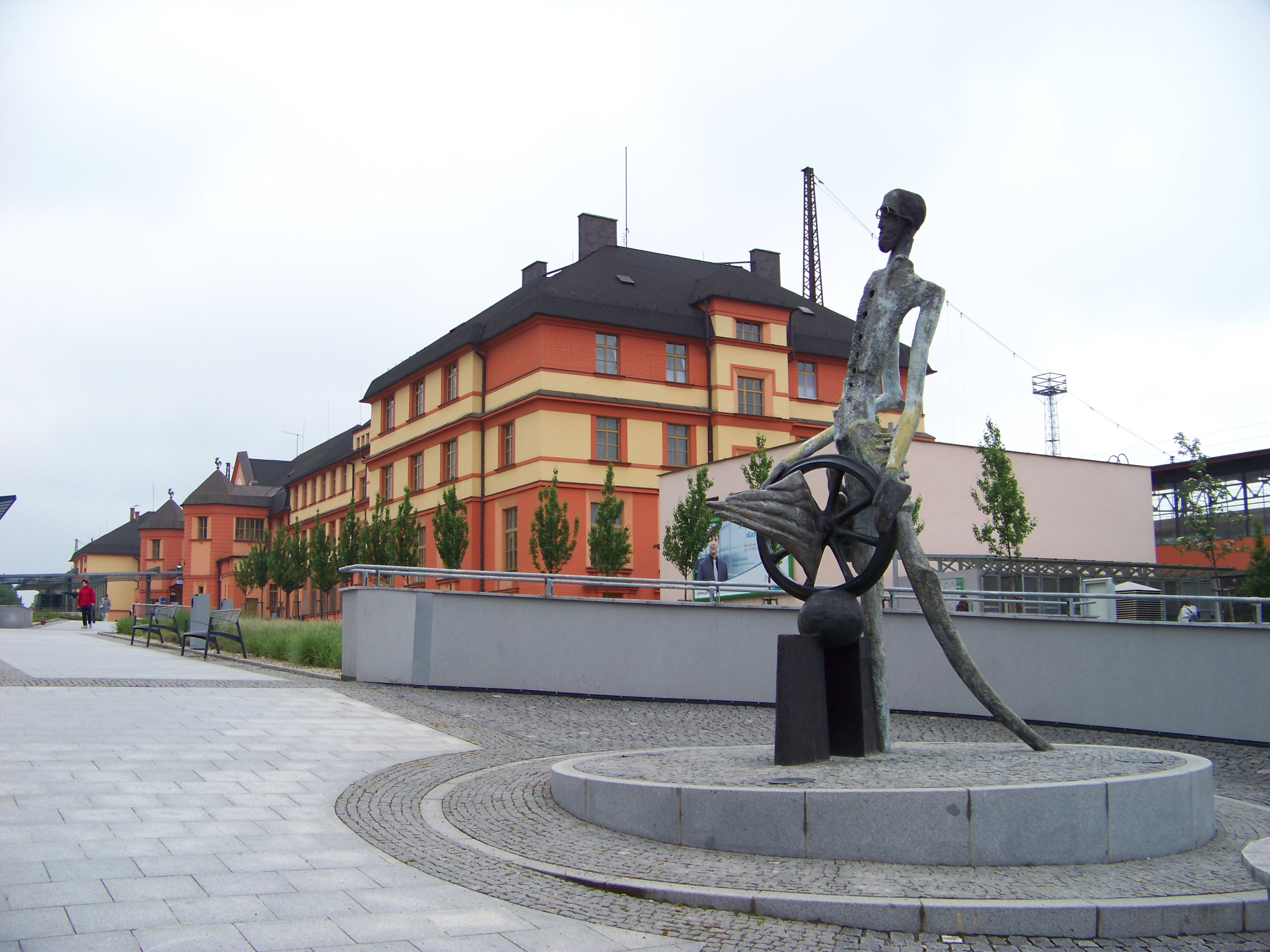
Socha Jana Pernera
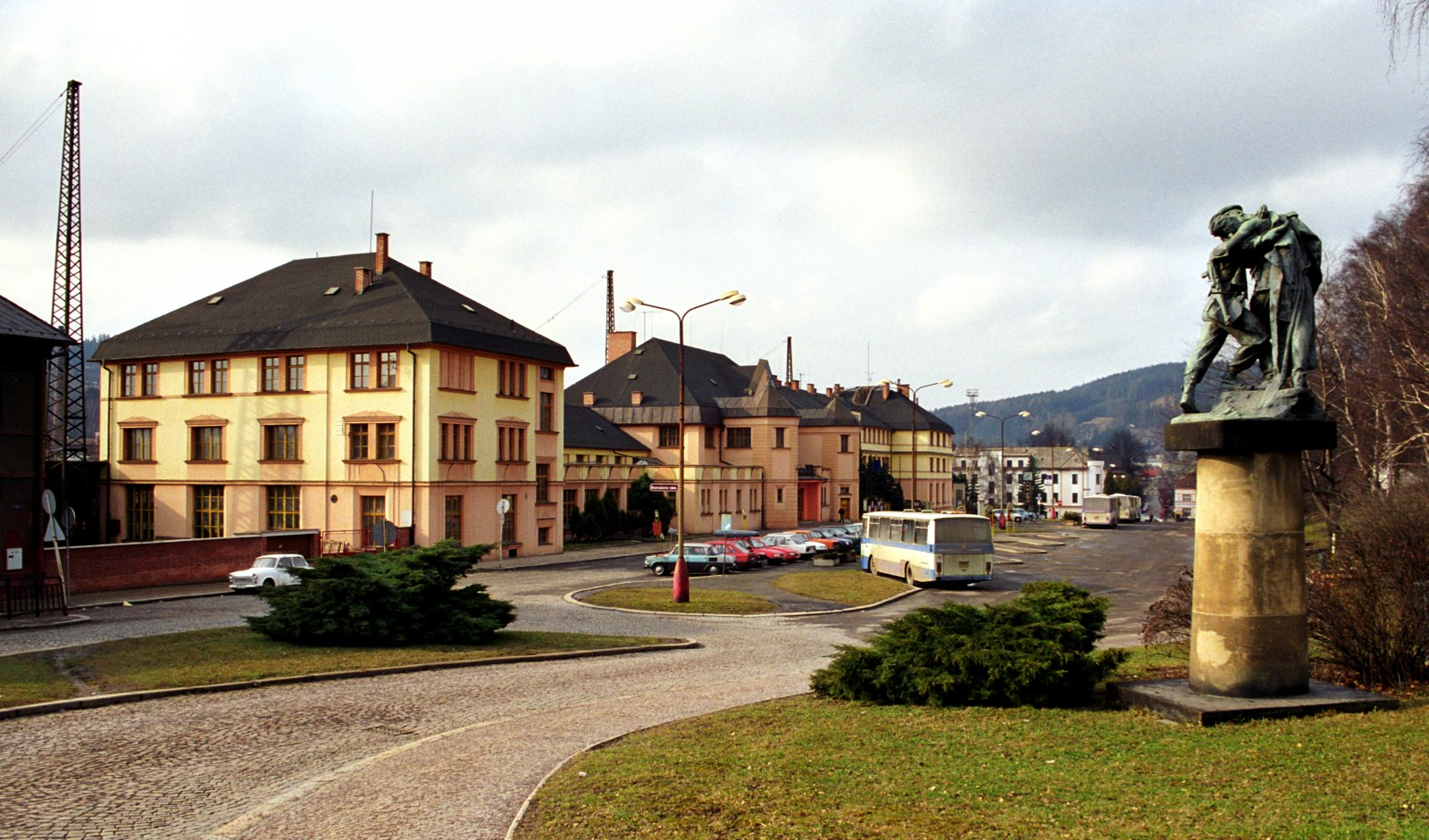
Sousoší Sbratření

## Modernizace
Správa železnic připravuje modernizaci tohoto rozsáhlého a vytíženého železničního uzlu, včetně osobního i nákladového nádraží. Zahájení stavebních prací je v aktuálních plánech uváděno rok 2024 a dokončení na konec roku 2031. Modernizací má projít kolejiště a železniční svršek, úpravou oblouku na pražském zhlaví stanice má maximální rychlost pro projíždějící vlaky stoupnout ze současných 60 km/h na 80 km/h, dále je v plánu rekonstrukce nástupišť (včetně již zrekonstruovaných) a přístupových podchodů. V zastavěném území byly navrženy protihlukové stěny v délce několika kilometrů. Po kritice ze strany třebovské radnice došlo ke zpřesnění hlukových výpočtů a snížení navrhované výšky stěn. Rekonstrukcí projde trakční vedení a kabelovody a dojde k instalaci elektronického zabezpečovacího zařízení, které umožní dálkové řízení provozu z Centrálního dispečerského pracoviště v Praze.[zdroj?]

## Železniční skanzen
V 70. letech 20. století skupina nadšenců usilovala o vznik železničního skanzenu v České Třebové. V rámci přípravných prací sháněli po republice historická železniční vozidla o usilovali o vznik zázemí k jejich deponování. Ačkoliv vznik skanzenu koncem 70. let vedení Správy Severozápadní dráhy (potažmo DKV Česká Třebová) zarazilo, dosavadní snahy přispěly k záchraně mnoha historických vozidel. Šlo například o tyto dodnes zachované exempláře:[zdroj?]
- 498.022 Albatros
- 486.007 Zelený Anton [21]
- E212.001[22]
- Modré šípy M 274.0[23][24] (skanzen získal 4 kusy, z toho 3 skončily ve Vrútkách, 1 v Kutné Hoře)
- Stříbrný šíp M 260.0 (o který se tým třebovského skanzenu staral spolu s kolegy z Ústí nad Orlicí)

Skanzen původně získal exponátů mnohem více, po jeho zrušení se některé dostaly k jiným spolkům či organizacím a méně šťastné exponáty byly sešrotovány. Některé kusy se ještě povedlo zachránit, když vyčkávaly na sešrotování na místním železničním hřbitově.

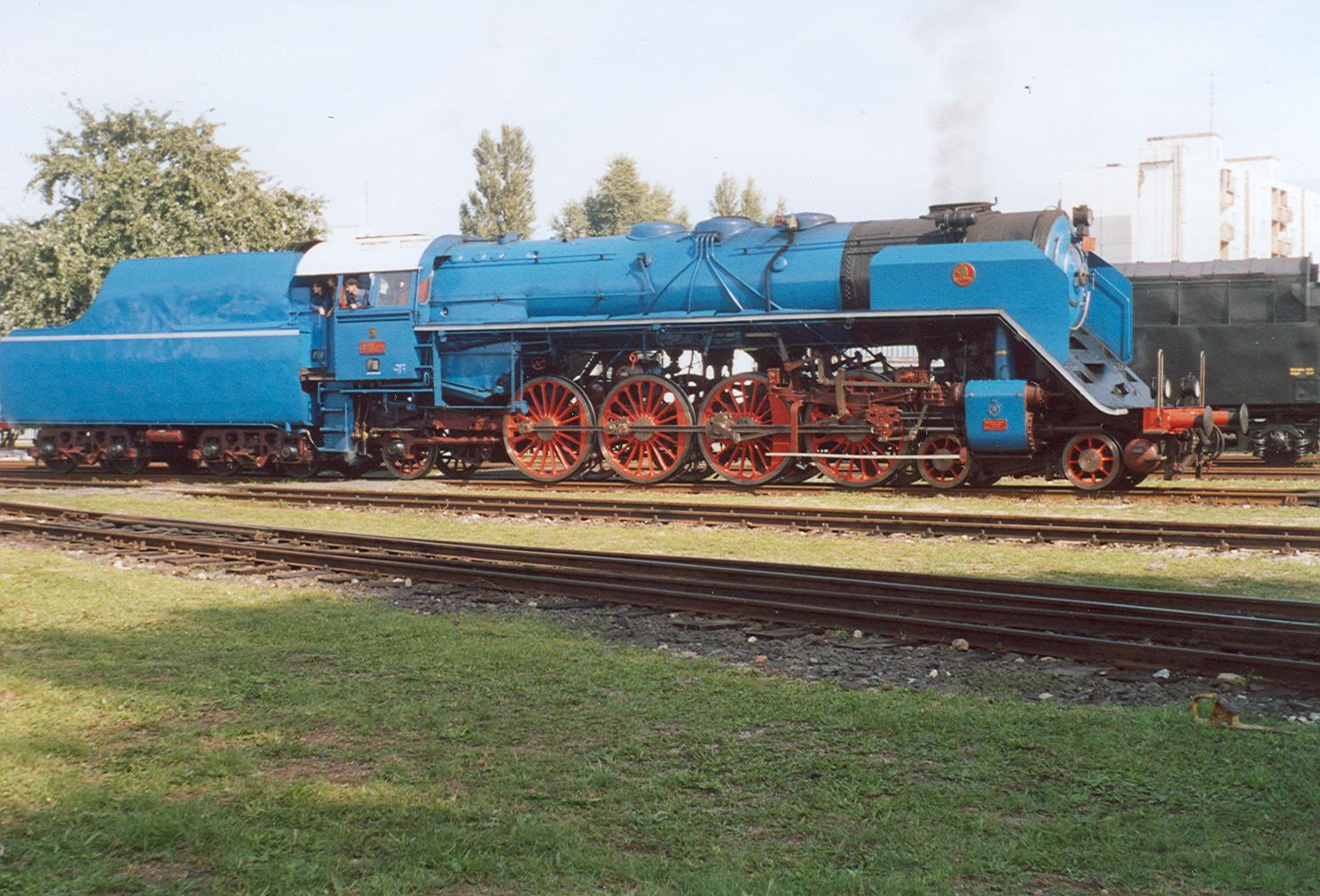
Lokomotiva 498.022 (Albatros)
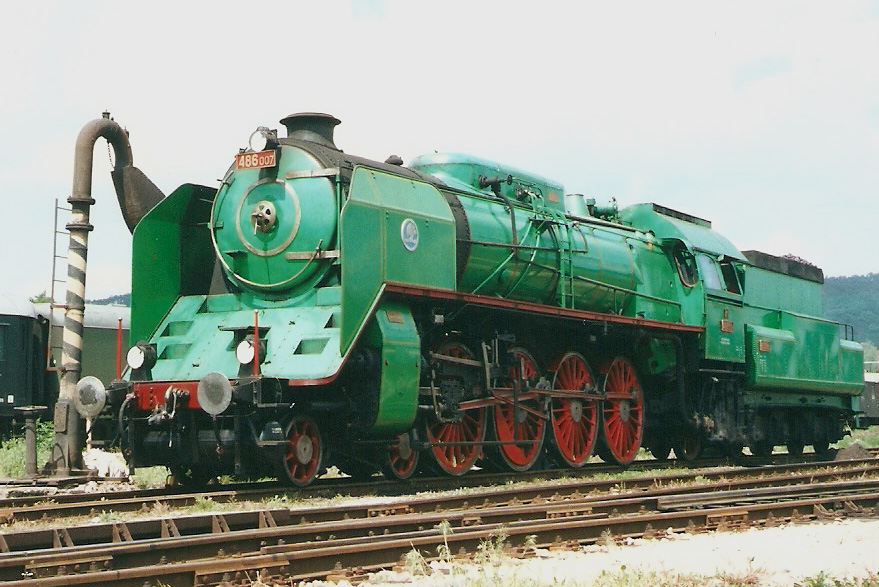
Lokomotiva 486.007 (Zelený Anton)
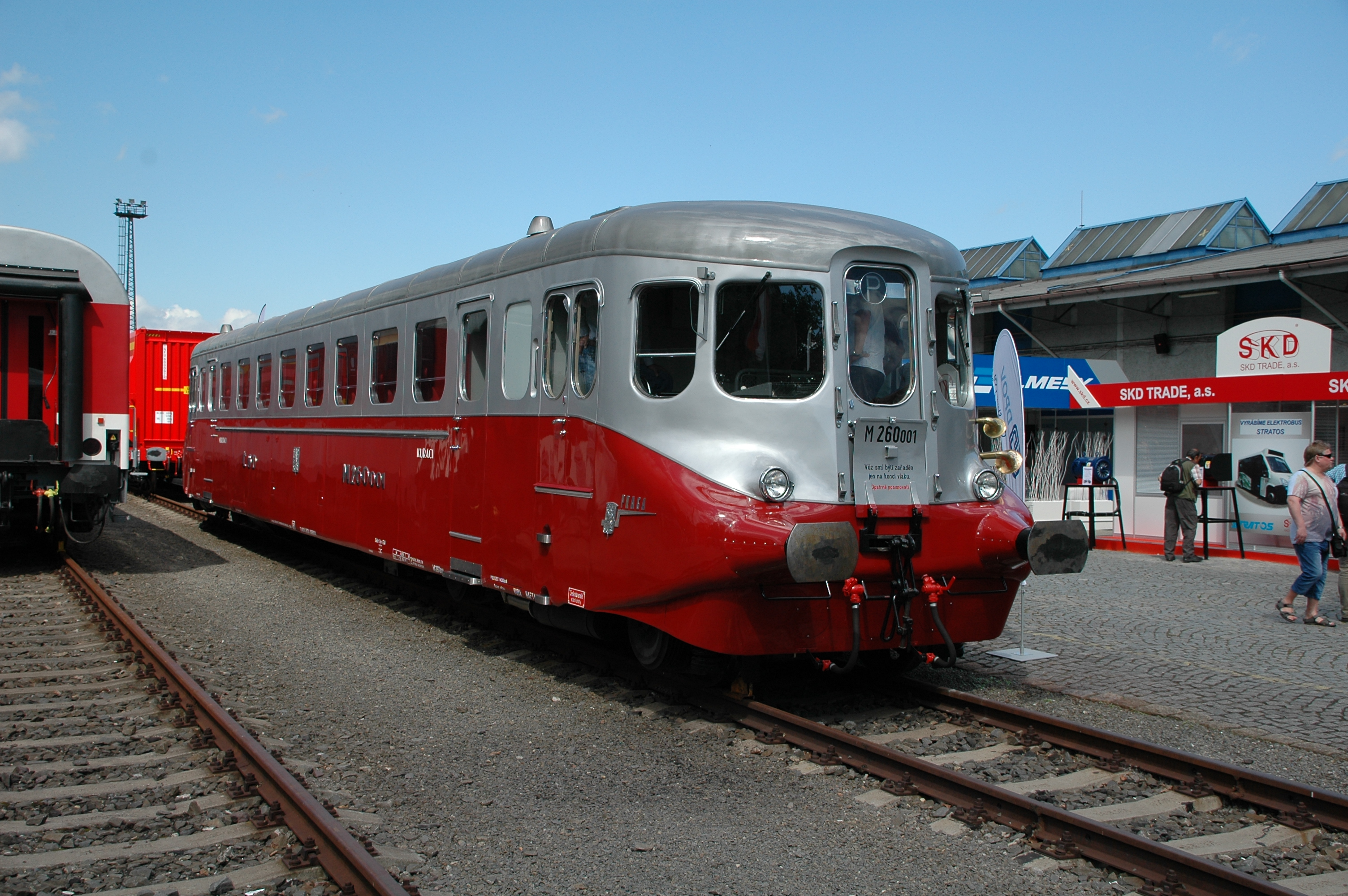
Motorový vůz řady M 260.0 (Stříbrný šíp)
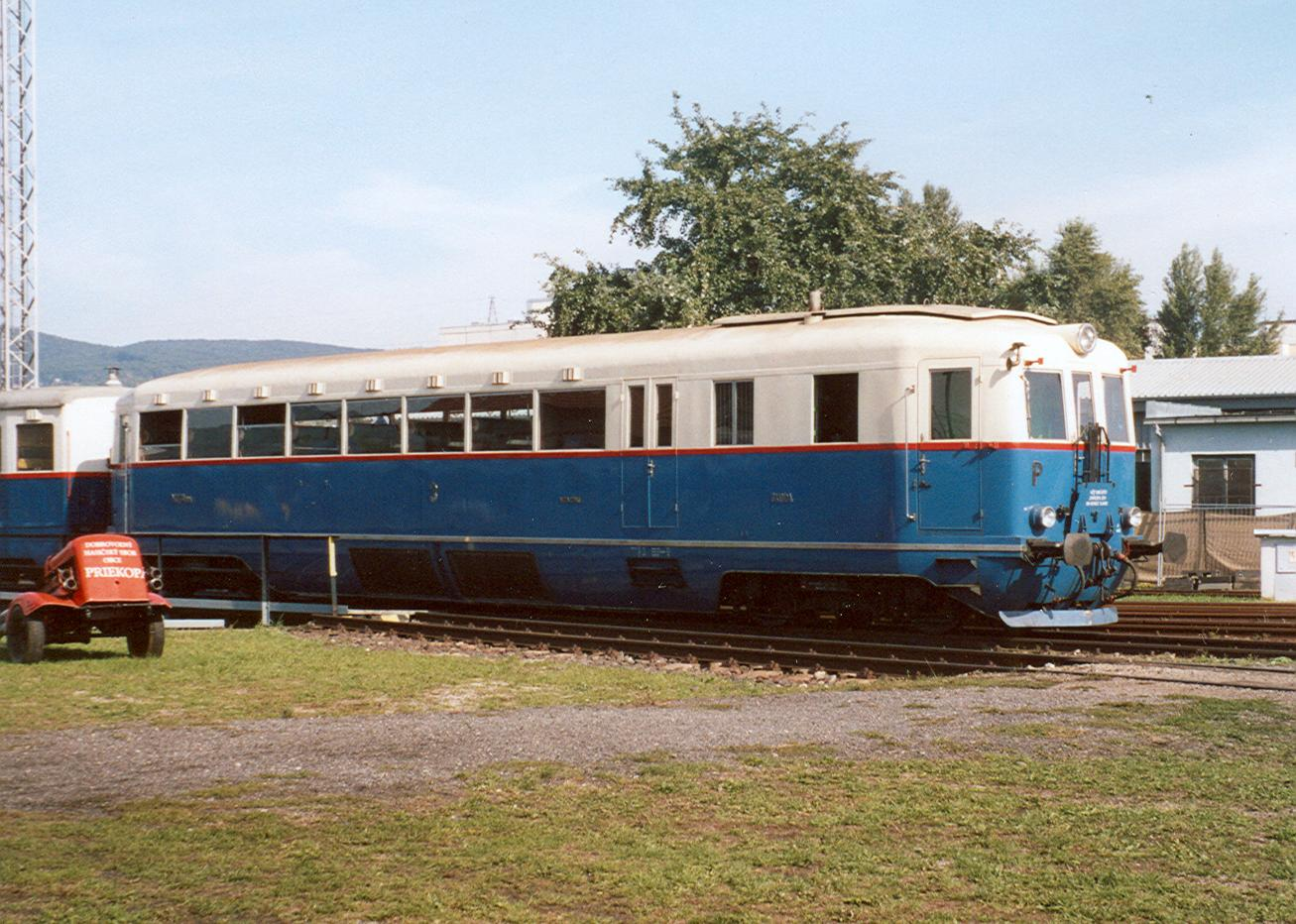
Motorový vůz M 274.004 (Modrý šíp), který se dočkal renovace
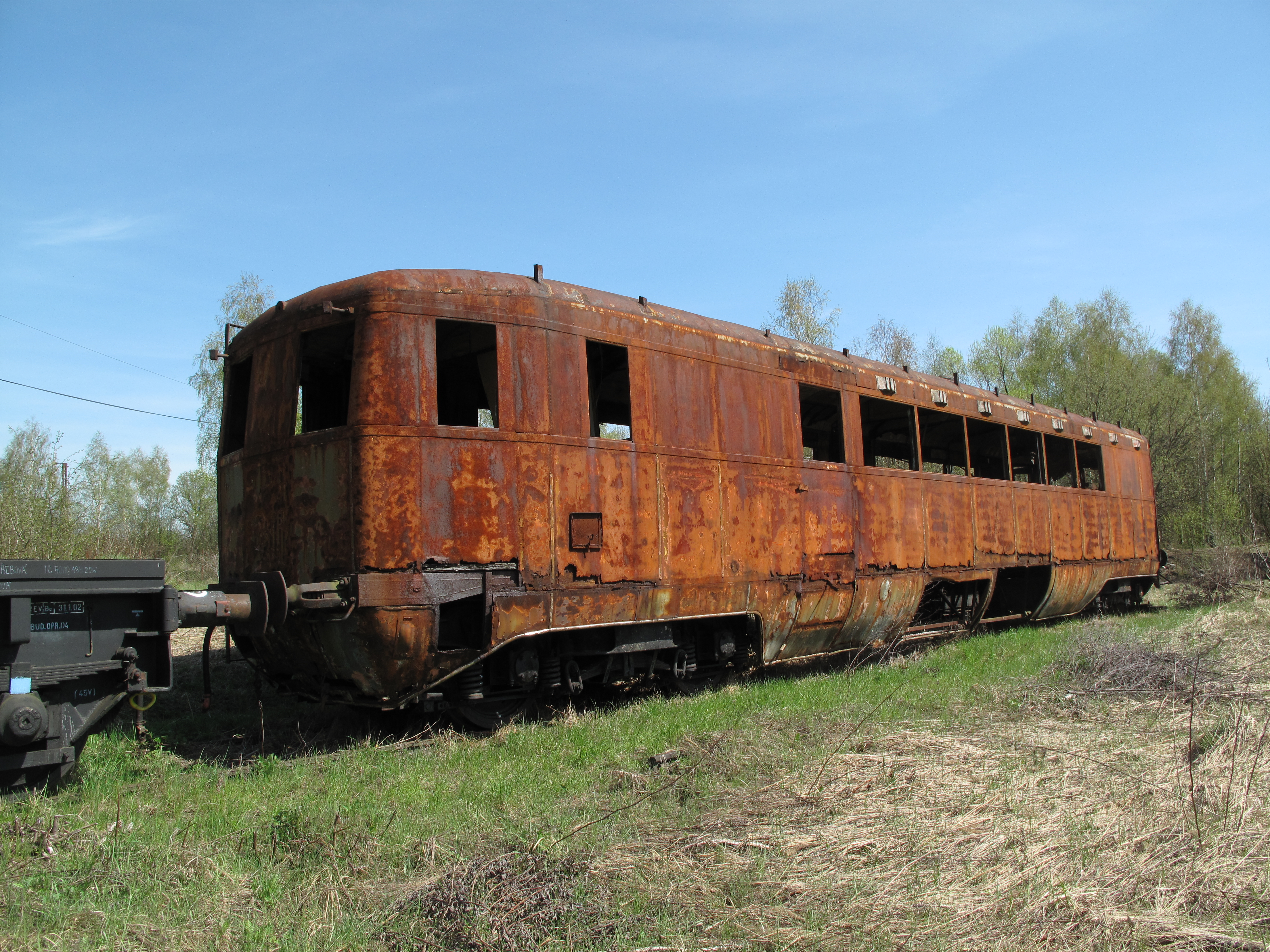
Motorový vůz M 274.003 (Modrý šíp), který byl zachráněn z železničního hřbitova a čeká na renovaci